# هوارد س. هوكينز
هوارد س. هوكينز (بالإنجليزية: Howard C. Hawkins)‏ هو مخترِع أمريكي، ولد في 1932، وتوفي في 26 يناير 2015.